# Jim C. Hines

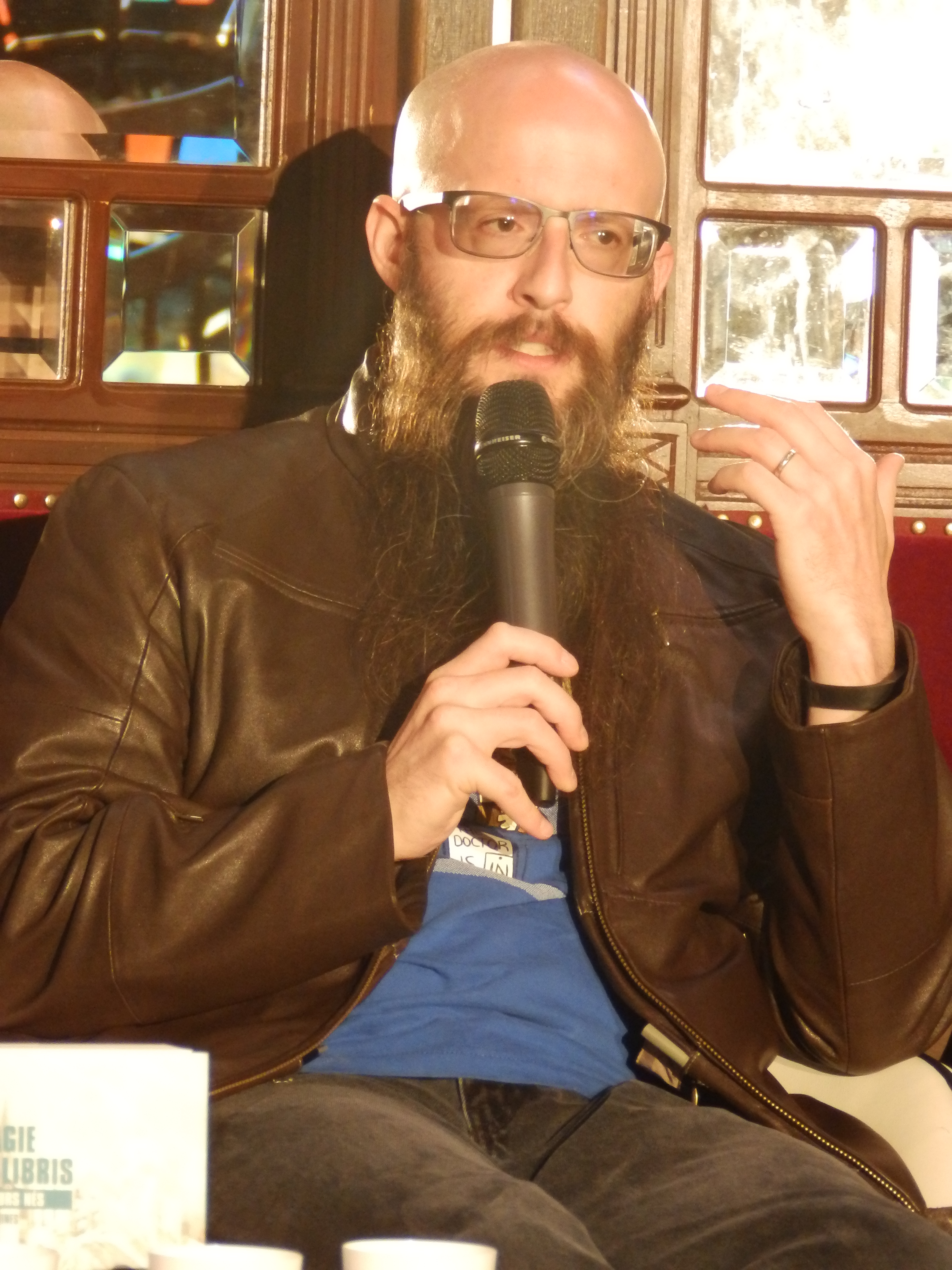
Jim C. Hines, 2017

Jim C. Hines  (* 15. April 1974 in Pennsylvania) ist ein US-amerikanischer Fantasy-Autor.

## Leben
Jim C. Hines studierte Psychologie und Anglistik an der Michigan State University. Schon während seiner Studienzeit schrieb er immer wieder kleine Geschichten. Nach seinem ersten Erfolg mit der Geschichte Blade of the Bunny wurden seine Kurzgeschichten auch in verschiedenen Magazinen veröffentlicht. Sein Hobby hat er nach dem Studium zum Beruf gemacht. Hines’ Bücher sind im Urban Fantasy Genre anzusiedeln.
Heute lebt der Autor mit seiner Familie und vielen Haustieren in Michigan und arbeitet für die dortige Landesregierung.

### Erfolge
Hines’ Roman Der Krieg der Goblins fand 2008 und Drei Engel für Armand 2009 Eingang in die Locus-Bestsellerliste. 2012 erhielt er den Hugo Award in der Kategorie „Best Fan Writer“. Seine Bücher wurden in mehrere Sprachen übersetzt. In Deutschland werden Jim C. Hines Geschichten vom Bastei Lübbe Verlag verlegt.

#### Writers of the Future Award
1998 gewann Jim C. Hines mit seiner ersten Geschichte Blade of the Bunny den „L. Ron Hubbard Writers of the Future Award“, der eine eingetragene Marke von Scientology ist. 2012 setzte sich Hines mit dem Preis kritisch auseinander. Er gab an, er sei damals davon ausgegangen, dass der Preis und das Komitee von Scientology unabhängig seien; dessen sei er sich aber nicht mehr so sicher. Allerdings habe er auch keine Anwerbeversuche feststellen können.

## Werke
- Goldfish Dreams, 2003 (kein Fantasy Roman)
- Tamora Carter: Goblin Queen, 2020, ISBN 978-1-7352662-0-6
- Amelia Sand and the Silver Queens, 2023

### Goblin Saga (Jig the Goblin)
- Goblin Quest, Five Star 2004, ISBN 1-59414-230-0
  - Die Goblins, Bastei Lübbe 2007, Übersetzer Axel Franken, ISBN 3-404-28512-3
- Goblin Hero, DAW Books 2007, ISBN 978-0-7564-0442-0
  - Die Rückkehr der Goblins, Bastei Lübbe 2007, Übersetzer Axel Franken, ISBN 3-404-20582-0
- Goblin War, DAW Books 2008, ISBN 978-0-7564-0493-2
  - Der Krieg der Goblins, Bastei Lübbe 2008, Übersetzer Axel Franken, ISBN 3-404-28518-2
  - Der Goblin-Held, Bastei Lübbe 2009, Übersetzer Axel Franken, ISBN 3-404-28526-3 (Kurzgeschichten)

### Faery Taile Project, mit Christopher Kastensmidt
- Red`s Tale, 2008

### Die Todesengel
- The Stepsister Scheme, DAW Books 2009, ISBN 978-0-7564-0532-8
  - Drei Engel für Armand, Bastei Lübbe 2009, Übersetzer Axel Franken, ISBN 3-404-20607-X
- The Mermaid`s Madness, DAW Books 2009, ISBN 978-0-7564-0583-0
  - Die fiese Meerjungfrau, Bastei Lübbe 2011, Übersetzer Axel Franken, ISBN 3-404-20633-9,
- Red Hood`s Revenge, DAW Books 2010, ISBN 978-0-7564-0608-0
  - Rotkäppchens Rache, Bastei Lübbe 2011, Übersetzer Axel Franken, ISBN 3-404-20005-5
- The Snow Queen`s Shadow, DAW Books 2011, ISBN 978-0-7564-0674-5
  - Dämon, Dämon an der Wand, Bastei Lübbe 2012, Übersetzer Axel Franken, ISBN 3-404-20660-6

### Die Buchmagier (Magic ex Libris)
- Libriomancer, DAW Books 2012, ISBN 978-0-7564-0739-1
  - Die Buchmagier, Bastei Lübbe 2014, Übersetzer Axel Franken, ISBN 3-404-20747-5
- Codex Born, DAW Books 2013, ISBN 978-0-7564-0816-9
  - Die Buchmagier: Angriff der Verschlinger, Bastei Lübbe 2014, Übersetzer Axel Franken, ISBN 3-404-20757-2,
- Unbound, DAW Books 2015, ISBN 978-0-7564-0968-5
- Revisionary, DAW Books 2016, ISBN 978-0-7564-0970-8

### Janitors of the Post-Apocalypse
- Terminal Alliance, DAW Books 2017, ISBN 978-0-7564-1274-6
- Terminal Uprising, DAW Books 2019, ISBN 978-0-7564-1277-7
- Terminal Peace, DAW Books 2022, ISBN 978-0-7564-1280-7

### Storysammlungen
- Kitemaster: And Other Stories, Jim C. Hines 2011 (Sammelband)
- Goblin Tales, Jim C. Hines 2011 (Sammelband)
- Sister of the Hedge and Other Stories, Jim C. Hines 2012 (Sammelband)
- The Goblin Master's Grimoire, ISFiC Press 2013, ISBN 978-0-9857989-9-4 (Sammelband)

### Herausgeber
- Heroes In Training, DAW Books 2007, ISBN 978-0-7564-0438-3 (mit Martin H. Greenberg)